# La infanta María Teresa de España
La infanta María Teresa de España, o también conocido como La infanta María Teresa a los catorce años, es un cuadro de Velázquez (Sevilla, 6 de junio de 1599 – Madrid, 6 de agosto de 1660), el pintor más destacado del Siglo de Oro español. 

## Ubicación del cuadro
Actualmente se encuentra expuesto en el Museo de Historia del Arte de Viena

## Historia
La protagonista del retrato, María Teresa de Austria, (en francés: Marie-Thérèse d'Autriche) (10 de septiembre de 1638, El Escorial, España – 30 de julio de 1683, Versalles, Francia), Infanta de España y Reina consorte de Francia.
Hija del rey Felipe IV de España y de Isabel de Francia, era por parte de madre nieta del rey Enrique IV de Francia. En junio de 1660 contrajo matrimonio con Luis XIV de Francia, el llamado Rey Sol, primo-hermano suyo tanto por parte de padre como de madre.

## La obra y sus características técnicas
Está considerada una de las obras de más nivel del pintor junto con algunas otras realizadas en sus últimos años de existencia.
La infanta observa con actitud majestuosa. La figura aparece fuertemente iluminada en contraste con el oscuro fondo. La aparición de dos relojes portados por la infanta representan la seriedad y formalidad de la misma. El pañuelo que sostiene en la mano izquierda és uno de los elementos a destacar de la obra. El traje contrasta en colores respecto a la cortina.
La desnudez está clara.
La obra fue recortada por sus partes inferior y superior.